# HD 129685
c2 Centauri
Pour les articles homonymes, voir C Centauri.
Désignations
c2 Centauri (en abrégé c2 Cen), également désignée HD 129685 ou HR 5489, est une étoile de la constellation australe du Centaure. Elle est visible à l'œil nu avec une magnitude apparente de 4,92. D'après la mesure de sa parallaxe annuelle par le satellite Gaia, l'étoile est située à environ ∼ 228 a.l. (∼ 69,9 pc) de la Terre. Elle se rapproche du Système solaire à une vitesse radiale d'approximativement −5 km/s
Le spectre de c2 Centauri a été classé de deux façons différentes. Abt & Morrell (1995) lui ont attribué un type spectral de A0Vn, indiquant qu'il s'agit d'une étoile blanche de la séquence principale, tandis que Gray & Garrison (1987) lui ont donné un type spectral de A0IVnn, ce qui suggère qu'elle serait une sous-géante un peu plus évoluée. Il a été signalé qu'elle tourne très rapidement sur elle-même, à une vitesse de rotation proche de sa vitesse de rupture ; les notations « n » ou « nn » de ses types spectraux indiquent que les raies spectrales apparaissent (très) élargies en raison de cette rotation rapide.
L'étoile est âgée autour de 239 millions d'années et elle est 2,1 fois plus massive que le Soleil. Elle est environ 45 fois plus lumineuse que le Soleil et sa température de surface est de 9 618 K. Sa magnitude absolue est de 0,83. L'étoile présente un excès d'émission dans l'infrarouge, ce qui indique la présente d'un disque de débris en orbite. La température de corps noir de ce disque est de 95,2 K et il est localisé à une distance moyenne de 52 ua de l'étoile.